# Carl Benz
Carl Friedrich Benz, ursprungligen Karl Friedrich Michael Wailend, senare Benz, född 25 november 1844 i Mühlburg (numera en stadsdel i Karlsruhe), Baden, död 4 april 1929 i Ladenburg, Württemberg, var en tysk ingenjör och biltillverkare. Hans bilfabrik Benz slogs år 1926 samman med Gottlieb Daimlers till Daimler-Benz AG och hans bilmärke blev då Mercedes-Benz.
Benz studerade vid lyceet i Karlsruhe och genomgick därefter en ingenjörsutbildning vid Polytechnikum där. Han arbetade därefter vid olika ritkontor och verkstäder. Han kom där att intressera sig för förbränningsmotorer, och kom då att välja att arbeta med tvåtaktsmotorer, då han ansåg att fyrtaktsmotorn var för starkt patentskyddad. 1880 tog han patent på sin egen förbränningsmotor. 1883 grundade han tillsammans med några köpmän firman Benz & *Co, Reinische Gasmotoren Fabrik i Mannheim. Företaget hade stora framgångar och Benz började nu experimentera med att framställa en lätt motor som skulle lämpa sig för självgående fordon. Efter några års experimenterade kunde den första provturen med hans trehjuliga fordon företas på Ringstrasse i Mannheim 3 juli 1887.
Benz bilpatent är daterat den 29 januari 1886, vilket innebär att Benz kan betraktas som bilens uppfinnare, några månader före Gottlieb Daimler. Det första självgående fordonet var emellertid franskt: Joseph Cugnot byggde en ångdriven bil som var färdig 1769. 1878 byggde Benz en tvåtaktsmotor och konstruerade en självgående trehjuling 1886 (se bild). Hans fru Bertha Benz var den första person som tog en längre biltur, 12 augusti 1888.
Benz beslutade sig kort därefter att ta fram en ny vagn. Dels var den första mycket motorsvag och klarade inte de minsta backar, dessutom hade man problem med ytförgasaren, som vid minsta ojämnhet slutade fungera och var därför tvungen att förbättra vagnens fjädring. Intresset för hans vagnar var dock ytterst svagt i Tyskland, och i stället lyckades Benz få kontakt med en affärsman i Paris, Emile Roger, som köpte upp Benz motorer för att sedan montera dem i sina franska bilar av märket Roger-Benz.

## Galleri

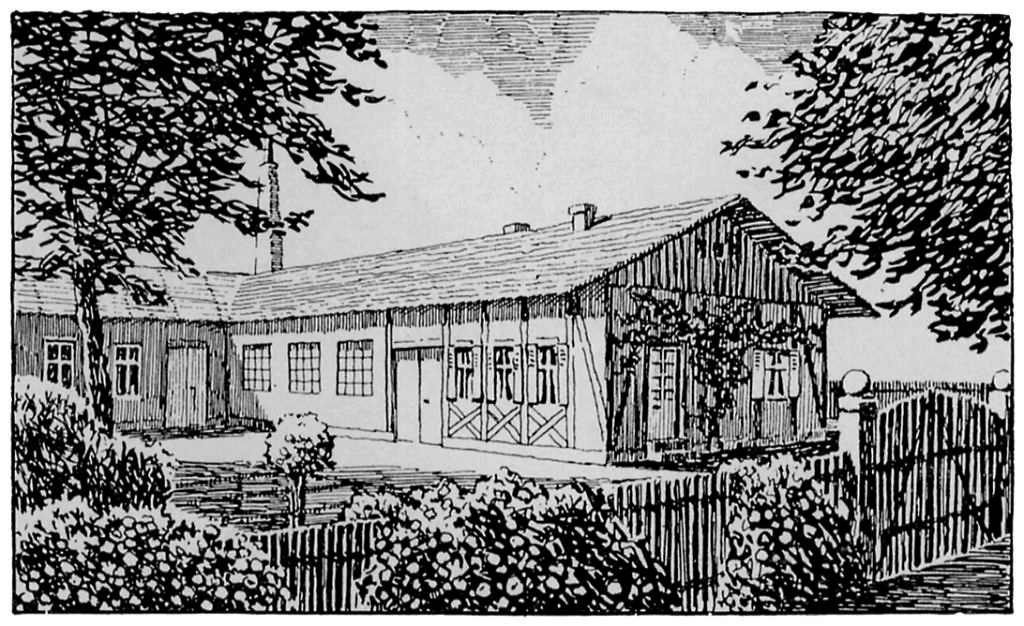
Carl Benz verkstad i Mannheim/Tyskland
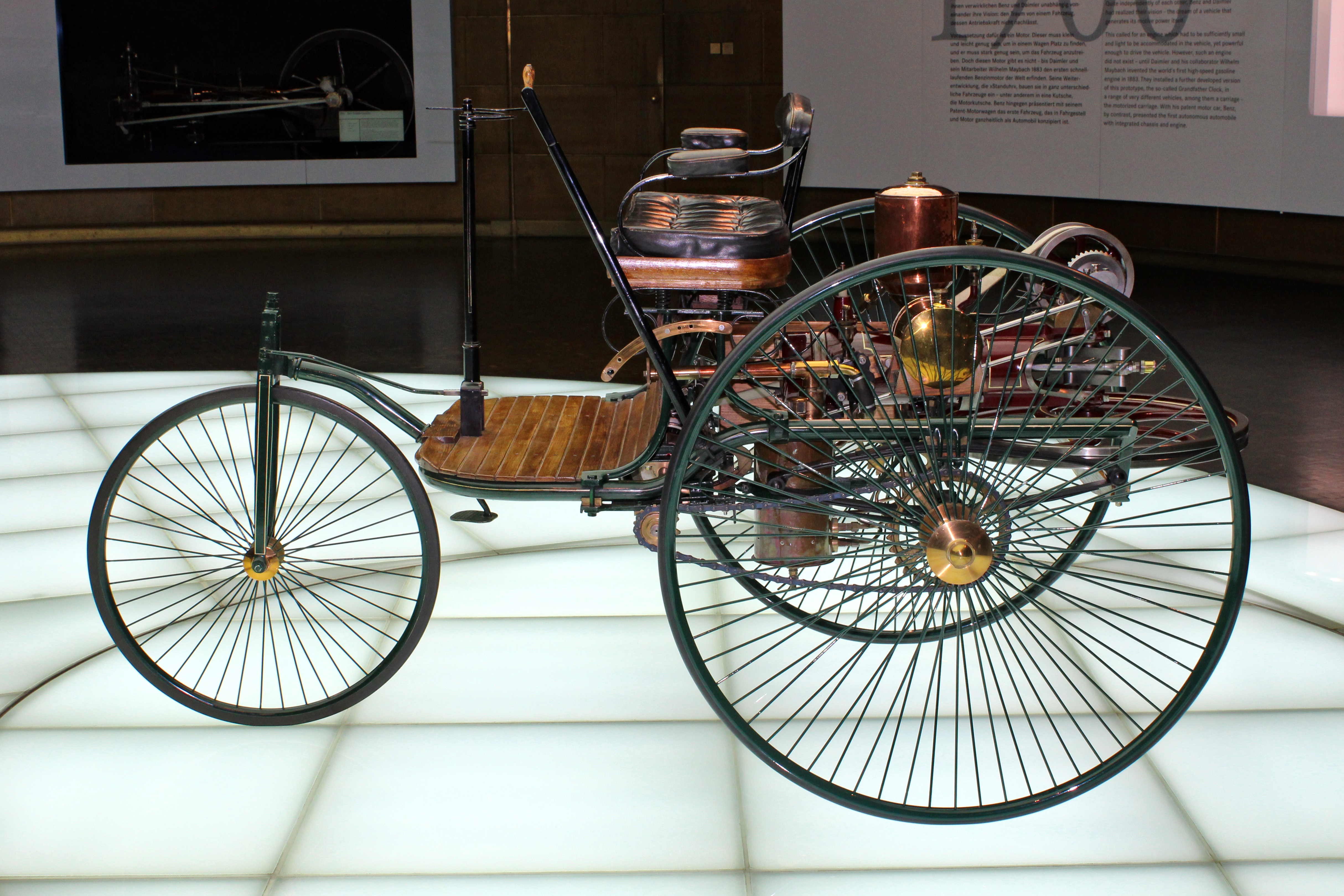
Kopia av Benz första trehjuliga bil
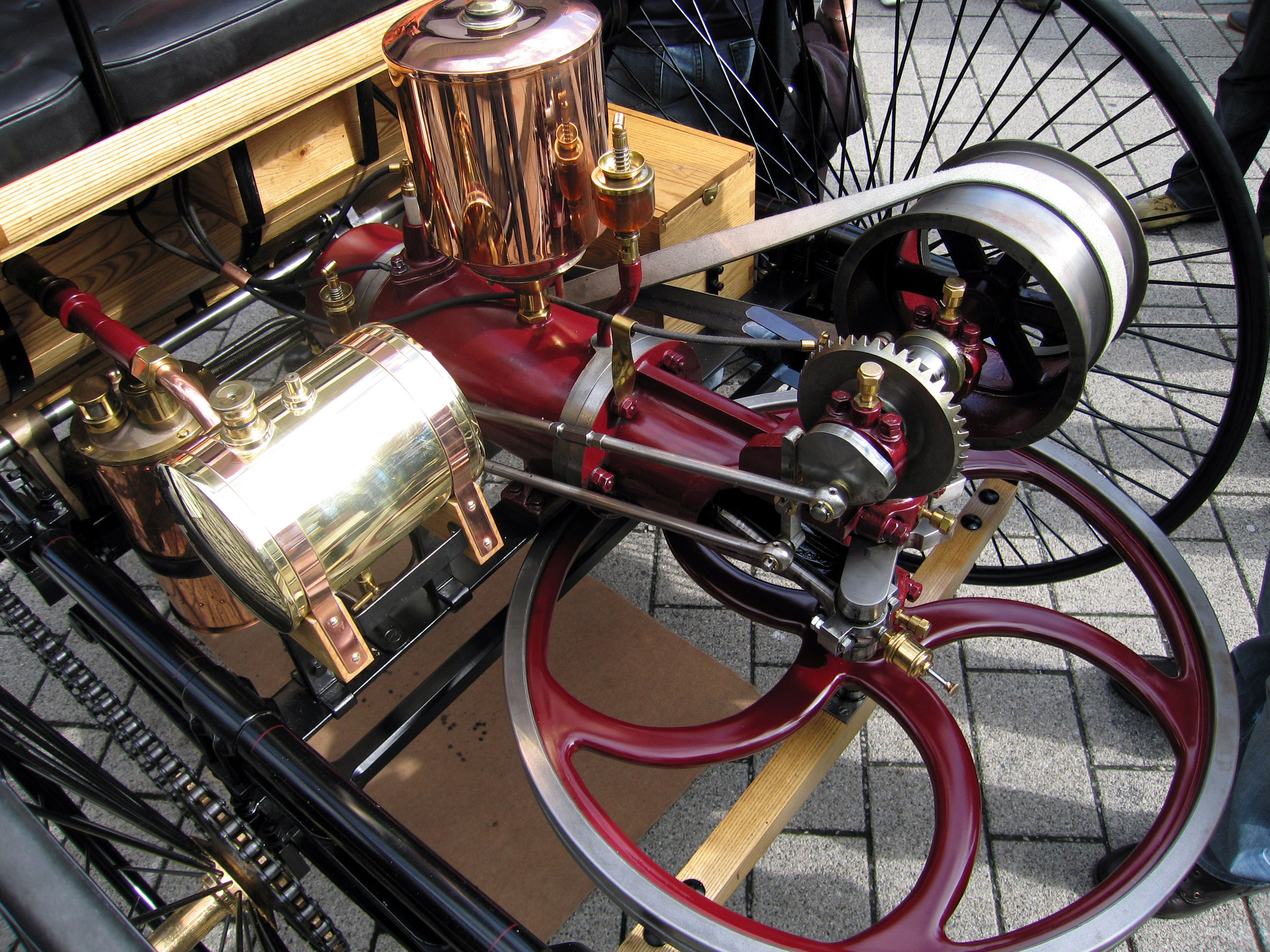
Motorn till Benz patenterade automobil
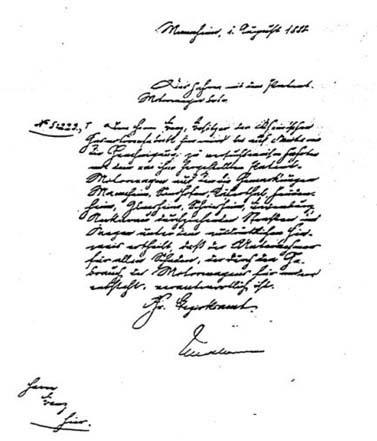
Världens äldsta körkort, utfärdat till Carl Benz den 1 augusti 1888
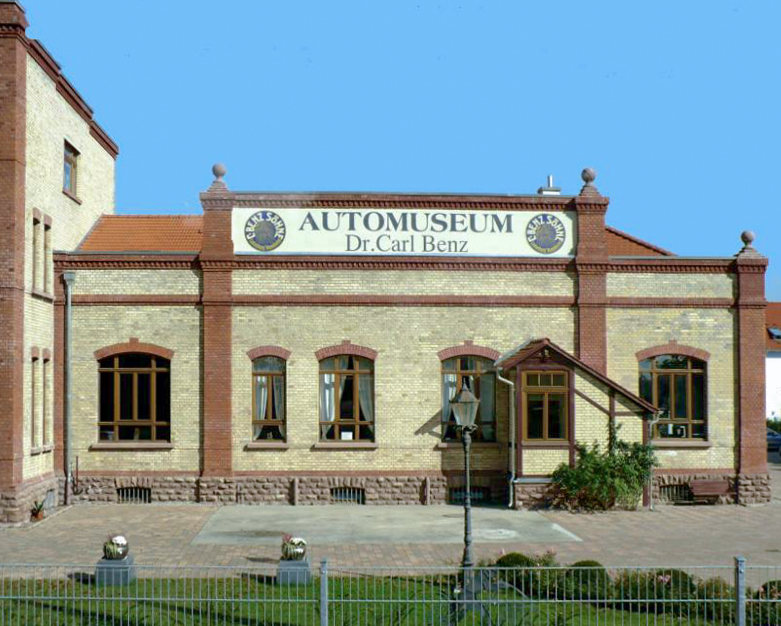
Dr. Carl Benz bilmuseum i Ladenburg
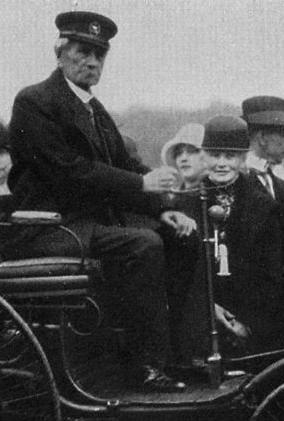
Carl och Bertha Benz
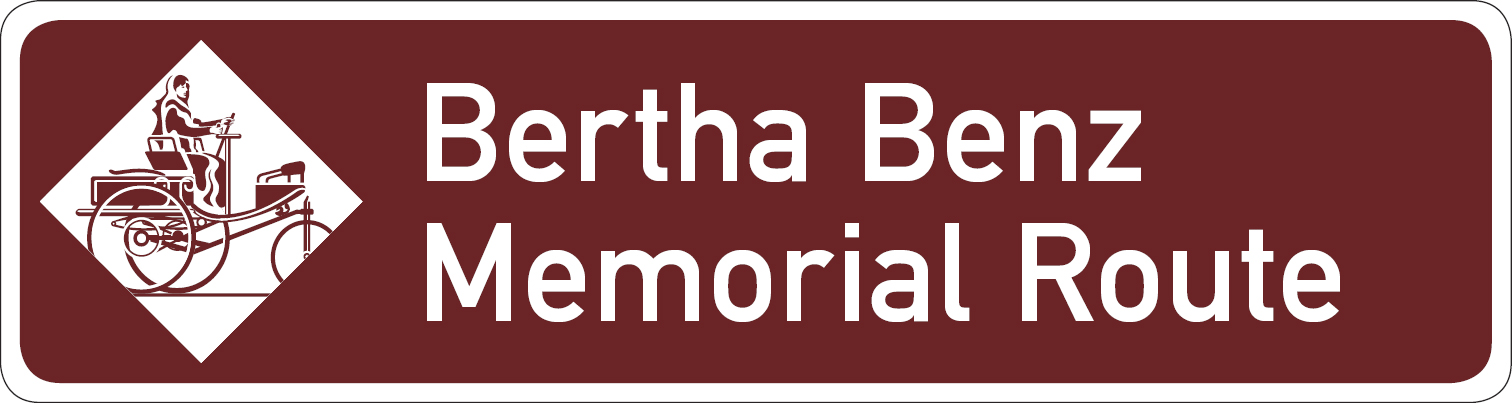
Officiell skylt för Bertha Benz Memorial Route, som minner om världens första längre bilresa med en Benz Patent Motorwagen år 1888
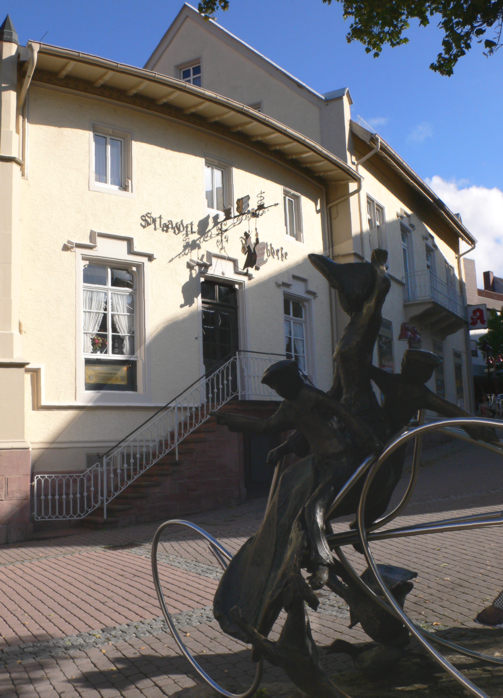
Världens första tankställe, Wiesloch (stadsapotek)